# اسعد قلاده
اسعد قلاده (عربی: أسعد قلادة؛ زادهٔ ۲۰ نوامبر ۱۹۴۲) کارگردان تلویزیونی اهل ایالات متحده آمریکا است. وی از سال ۱۹۶۴ میلادی تاکنون مشغول فعالیت بوده‌است و کارگردان بسیاری از فیلم‌های کمدی موقعیت بوده‌است.

## زندگی‌نامه
اسعد قلاده در قاهره، مصر متولد شد و در آنجا سبک درام را تحت نظر یوسف شاهین در دانشگاه آمریکایی قاهره تحصیل کرد. در سال ۱۹۶۱، او به ایالات متحده مهاجرت کرد و در مدرسه یام درام دوره کارگردانی را تحصیل کرد.